# Marshfield (Maine)
Marshfield es un pueblo ubicado en el condado de Washington en el estado estadounidense de Maine. En el Censo de 2010 tenía una población de 518 habitantes y una densidad poblacional de 11,4 personas por km².

## Geografía
Marshfield se encuentra ubicado en las coordenadas 44°45′1″N 67°28′30″O / 44.75028, -67.47500. Según la Oficina del Censo de los Estados Unidos, Marshfield tiene una superficie total de 45.44 km², de la cual 44.06 km² corresponden a tierra firme y (3.02%) 1.37 km² es agua.

## Demografía
Según el censo de 2010, había 518 personas residiendo en Marshfield. La densidad de población era de 11,4 hab./km². De los 518 habitantes, Marshfield estaba compuesto por el 99.03% blancos, el 0.39% eran afroamericanos, el 0.19% eran amerindios, el 0% eran asiáticos, el 0% eran isleños del Pacífico, el 0% eran de otras razas y el 0.39% pertenecían a dos o más razas. Del total de la población el 0.77% eran hispanos o latinos de cualquier raza.